# Свети Атанасий Безсребренически
„Свети Атанасий Безсребренически“ (на гръцки: Αγίου Αθανασίου) е православна църква в град Костур (Кастория), Егейска Македония, Гърция. Храмът е част от Костурската епархия.

## Местоположение
Храмът е част от Безсребреническата енория. Разположен е на билото на Костурския хълм, близо до „Света Богородица Безсребреническа“ и Костурския византийски музей.

## История
Според ктиторския надпис над входа отвътре църквата е изписана в 1844 година от Аргир Михайлов от село Чука. Храмът е посветен на Атанасий Велики и Кирил Александрийски. Ктиторският надпис гласи:
| „ | ΙCΤΟΡΗΘΗ Ο ΘΕΙΟC ΟΥΤΟC ΚΑΙ ΙΕΡΟC ΝΑΟC ΤΩΝ ΕΝ ΑΓΙΟC ΠΑΤΕΡΩΝ ΗΜΩΝ ΑΘΑΝΑCΙΟΥ ΚΑΙ ΚΥΡΙΛΛΟΥ ΙΕΡΑΡΧΩΝ ΑΛΕΞΑΝΔΡΕΙΑC ΕΝ ΕΤΕΙ 1844 ΙΟΥΝΙΟΥ 28 ΑΡΧΙΕΡΑΤΕΥΟΝΤΟC ΤΟΥ ΠΑΝΙΕΡΩΤΑΤΟΥ ΚΥΡ ΚΥΡ ΝΙΚΗΦΟΡΟΥ ΚΑCΤΟΡΙΑC ΔΙΑ CΥΝΔΡΟΜΗC ΚΑΙ ΕΞΟΔΩΝ ΧΡΙCΤΙΑΝΩΝ ΚΑΙ ΕΠΙΤΡΟΠΩΝ ΤΟΥ ΤΑΠΕΙΝΟΥ ΔΟΥΛΟΥ ΤΟΥ ΘΕΟΥ ΚΥΡΙΟΥ ΔΗΜΗΤΡΙΟΥ ΙΕΡΕΩC ΔΙΑ ΧΕΙΡΟC ΑΡΓΥΡΗ ΜΙΧΑΛΗC ΕΚ ΧΩΡΑC ΤΖΟΥΚΑ Изписа се Божественият този и свети храм на светите отци наши Атанасий и Кирил йерарси на Алексадрия в годината 1844 юни 28 при архиерейството на светия господин господин Никифор Костурски с помощта и иждивлението на християните и епитропите и на смирения Божи раб господин Димитър свещеник от ръцете на Аргир Михайлов от село Чука. | “ |

В 1991 година храмът е обявен за защитен паметник.

## Архитектура
В архитектурно отношение църквата е еднокорабна базилика с дървен покрив и нартекс от северната страна. Градежът е стабилен от камък и керамични плочи. Има богато украсена със стенописи вътрешност. Отличава се изображението на Свети Наум.